# Ahd Kamel
Pour les articles homonymes, voir Kamel.
 (octobre 2024).
La mise en forme du texte ne suit pas les recommandations de Wikipédia : il faut le « wikifier ».
Les points d'amélioration suivants sont les cas les plus fréquents. Le détail des points à revoir est peut-être précisé sur la page de discussion.
- Les titres sont pré-formatés par le logiciel. Ils ne sont ni en capitales, ni en gras.
- Le texte ne doit pas être écrit en capitales (les noms de famille non plus), ni en gras, ni en italique, ni en « petit »…
- Le gras n'est utilisé que pour surligner le titre de l'article dans l'introduction, une seule fois.
- L'italique est rarement utilisé : mots en langue étrangère, titres d'œuvres, noms de bateaux, etc.
- Les citations ne sont pas en italique mais en corps de texte normal. Elles sont entourées par des guillemets français : « et ».
- Les listes à puces sont à éviter, des paragraphes rédigés étant largement préférés. Les tableaux sont à réserver à la présentation de données structurées (résultats, etc.).
- Les appels de note de bas de page (petits chiffres en exposant, introduits par l'outil «  Source ») sont à placer entre la fin de phrase et le point final[comme ça].
- Les liens internes (vers d'autres articles de Wikipédia) sont à choisir avec parcimonie. Créez des liens vers des articles approfondissant le sujet. Les termes génériques sans rapport avec le sujet sont à éviter, ainsi que les répétitions de liens vers un même terme.
- Les liens externes sont à placer uniquement dans une section « Liens externes », à la fin de l'article. Ces liens sont à choisir avec parcimonie suivant les règles définies. Si un lien sert de source à l'article, son insertion dans le texte est à faire par les notes de bas de page.
- La présentation des références doit suivre les conventions bibliographiques. Il est recommandé d'utiliser les modèles {{Ouvrage}}, {{Chapitre}}, {{Article}}, {{Lien web}} et/ou {{Bibliographie}}. Le mode d'édition visuel peut mettre en forme automatiquement les références.
- Insérer une infobox (cadre d'informations à droite) n'est pas obligatoire pour parachever la mise en page.

Pour une aide détaillée, merci de consulter Aide:Wikification.
Si vous pensez que ces points ont été résolus, vous pouvez retirer ce bandeau et améliorer la mise en forme d'un autre article.
Ahd Hassan Kamel ( arabe : عهد حسن كامل  </link> ) est une actrice et cinéaste originaire de Djeddah, en Arabie saoudite,. Elle est connue pour son rôle dans le film nommé aux BAFTA, Wadjda (2014) et pour son rôle de Fatima dans Collateral (2018) de BBC Two.
Kamel a grandi en Arabie Saoudite et a déménagé à New York en 1998. Elle a obtenu un BFA en animation et communication de la Parsons School of Design en 2004 et un diplôme de réalisation de la New York Film Academy en 2005. Kamel a ensuite étudié le théâtre sous la tutelle personnelle de William Esper au William Esper Studio.
Kamel a écrit, réalisé et joué dans ses deux courts métrages primés, The Shoemaker 'Al-Gondorji' (2009) et Sanctity 'Hurma' (2012).
En 2022, Kamel tournera son long métrage « My Driver & I », un film d'époque se déroulant dans les années 80 sur la relation d'une femme saoudienne avec son chauffeur soudanais. Kamel a mentionné que le film est basé sur son expérience de vie à Djeddah, à une époque où les femmes ne pouvaient pas conduire. Le film mettra en vedette un casting arabe : l'actrice jordanienne Saba Mubarak, Qusai (musicien), Mostafa Shahata et Baraa Alem (star de Shams Al-Ma'arif (film) ). Le film est financé par OSN, Red Sea Film Festival Foundation,.

## Filmographie
CINÉMA
| Année | Film                    | Rôle               | Remarques              |
| ----- | ----------------------- | ------------------ | ---------------------- |
| 2007  | Razan                   | Razan              |                        |
| 2009  | Le cordonnier           | Nidal              | Scénariste/Réalisateur |
| 2012  | Sainteté                | Aréj               | Scénariste/Réalisateur |
| 2012  | Ouadjda                 | Mademoiselle Hussa |                        |
| 2014  | De A à B                | Rana               |                        |
| 2015  | Faire trembler la cage  | Wafa               |                        |
| 2018  | Être                    | Agent Costa        |                        |
| 2022  | Tous les vieux couteaux | Laila Maroof       |                        |
| 2023  | Mon chauffeur et moi    |                    | Scénariste/Réalisateur |

TÉLÉVISION
| Année | Série      | Rôle        | Remarques |
| ----- | ---------- | ----------- | --------- |
| 2018  | Collatéral | Fatima Asif |           |
| 2019  | La Tour    | Samira      |           |
| 2020  | Honneur    | Diana Nammi |           |
| 2022  | Ramy       | Hanan       |           |
| 2023  | Concordia  | Fatima      |           |

## Prix et nominations
- Nommée – Prix Muhr Arab (Le cordonnier), Festival international du film de Dubaï, 2009 [17]
- LAURÉAT - ALEPH D'OR du meilleur court-métrage (Le cordonnier), Festival international du film de Beyrouth, 2010 [18]
- LAURÉAT – 2e Prix, (Le cordonnier), Festival du Film du Golfe, Dubaï, 2010 [19]
- LAURÉAT - PRIX DU JURY (Le Cordonnier), Festival du Film d'Oran, Oran, Algérie 2010
- LAURÉAT - Prix de développement (Sanctity) Festival du film de Doha Tribeca, 2012 [20]
- Nommée – Ours d’or du meilleur court métrage (Sanctity) Berlinale 2013
- LAURÉAT – 2e Prix (Sanctity), Gulf Film Festival, Dubaï, 2013 [21]

## Sélections de festivals
Le cordonnier
- Festival du court-métrage de Clermont Ferrand 2010 / France [22]
- Festival du Court Métrage de Bruxelles 2010
- Femmes dans le cinéma/Canada 2010
- Festival Amal 2010/Espagne
- Festival international du film d'Abou Dhabi 2010 [23]
- Festival du film arabe 2010, San Francisco
- 2010 Femmes dans le cinéma, Seattle
- Festival international du film de Bratislava/République slovaque 2010
- Festival international du film de Ljubljana 2010
- Festival international du court-métrage Interfilm de Berlin 2010
- Festival du court métrage de Kettupäivät 2010, Helsinki
- Festival du film sur les droits de l'homme Karama 2010, Amman

Sainteté
- Programme de courts métrages du Festival du film de Sarajevo 2013
- Programme des courts métrages de la Berlinale 2013 [24]